# Сборная Португалии по хоккею с шайбой
Сборная Португалии по хоккею с шайбой  (порт. Seleção Portuguesa de Hóquei no Gelo) — представляет Португалию на международных соревнованиях по хоккею с шайбой. Португалия не входит в Мировой рейтинг ИИХФ и не играет на чемпионатах мира.

## История

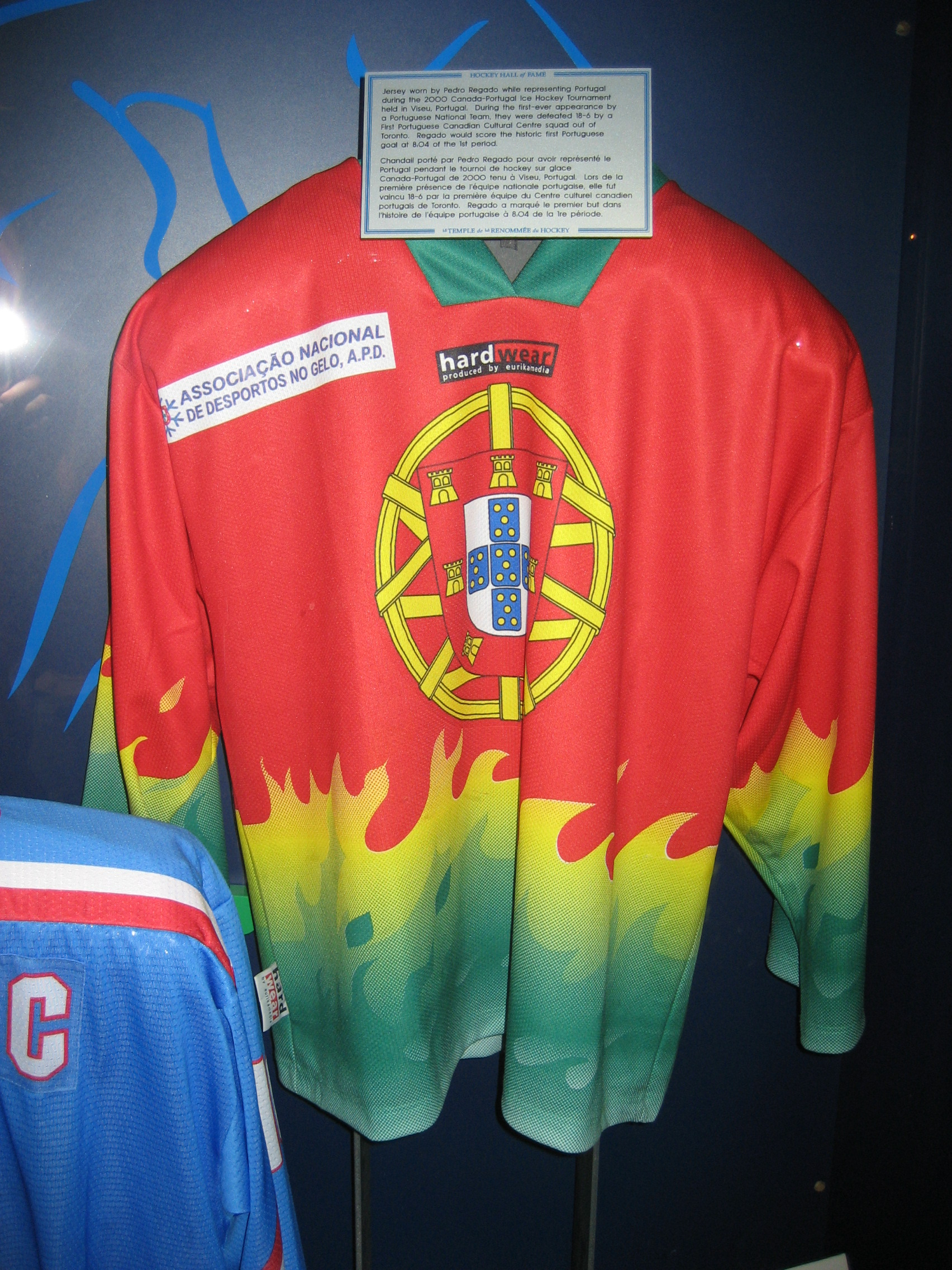
Форма сборной Португалии в зале хоккейной славы, Торонто, Канада

## Турнирные результаты

### IIHF Development Cup
- 2017, Канильо, Андорра :
- 2018, Фюссен, Германия :

## Статистика выступлений
По состоянию на 11 ноября 2018.
| Команда            | Игр | Побед | Ничьих | Поражений | Забито | Пропущено |
| ------------------ | --- | ----- | ------ | --------- | ------ | --------- |
| Андорра            | 3   | 3     | 0      | 0         | 19     | 7         |
| Ирландия           | 3   | 2     | 0      | 1         | 26     | 14        |
| Северная Македония | 2   | 0     | 0      | 2         | 7      | 14        |
| Марокко            | 1   | 0     | 0      | 1         | 2      | 11        |
| Итог               | 9   | 5     | 0      | 4         | 54     | 46        |